# تاكوا بينيرو
تاكوا بينيرو (بالإنجليزية: Taqwa Pinero)‏ مواليد 6 أغسطس 1983 في نيوجيرسي، هو لاعب كرة سلة أمريكي. بدأ مسيرته الاحترافية في سنة 2006. يبلغ طوله 6 قدم 4 بوصة (1.9 م).

## المسيرة الاحترافية
لعب مع بييلا لكرة السلة في موسم 2006–2007، ثم لعب مع كازالي في موسم 2007–2008، ثم لعب مع سي بي مورسيا في الدوري الإسباني في موسم 2008–2009، ثم لعب مع بالونكيستو مالقا في موسم 2009–2010، ثم لعب مع ساسكي باسكونيا في الدوري الإسباني في سنة 2010، ثم لعب مع إس إس فليتشي سكاندون في الدوري الإيطالي من سنة 2010 إلى 2012، ثم لعب مع فالنسيا باسكت في الدوري الإسباني في سنة 2012.

## روابط خارجية
- تاكوا بينيرو على موقع الدوري الأوروبي لكرة السلة (الإنجليزية)
- تاكوا بينيرو على موقع الدوري الإسباني لكرة السلة (الإسبانية)
- تاكوا بينيرو على موقع كرة السلة الأوروبية.كوم (الإنجليزية)
- تاكوا بينيرو على موقع كلية كرة السلة في سبورتس رفرنس.كوم (الإنجليزية)
- تاكوا بينيرو على موقع ريلجم (الإنجليزية)
- تاكوا بينيرو على موقع بروبوليرز (الإنجليزية)
- تاكوا بينيرو على موقع سبورتس رفرنس (الإنجليزية)